# José Sánchez Rojas
José Jorge Sánchez Domingo, más conocido como José Sánchez Rojas (Alba de Tormes, 19 de abril de 1885-Salamanca, 31 de diciembre de 1931), fue un escritor y periodista español, colaborador de diarios y revistas como El Adelanto de Salamanca, La Vanguardia, ABC y Castilla, revista regional ilustrada.

## Biografía
Nacido en Alba de Tormes, provincia de Salamanca, el 19 de abril de 1885, estudió el bachillerato en un colegio de Ciudad Rodrigo. En el año 1900 empieza la carrera de Derecho en la Universidad de Salamanca donde conoce al rector Miguel de Unamuno con el que mantuvo una estrecha relación hasta su muerte. Durante su estancia en la capital salmantina se integra en ambientes intelectuales de la época, con figuras como Filiberto Villalobos, Fernando Íscar Peyra, Federico de Onís y Cándido Rodríguez Pinilla. Más adelante se desplaza a Madrid para realizar su doctorado y posteriormente a Bolonia como becado donde permanece un año. A su vuelta, transcurre periodos en  Madrid, su Alba de Tormes natal y Barcelona. En 1926, debido a su defensa pública de Unamuno, es desterrado por el gobierno de Miguel Primo de Rivera a Huesca, ciudad en la que participa en la vida pública, colabora con periódicos locales y continúa con la vida bohemia que le caracterizaba. Falleció el 31 de diciembre de 1931 en el hotel Términus de Salamanca, justamente la noche anterior a la que iba a pronunciar un discurso elogiando la figura de Unamuno.

## Pensamiento

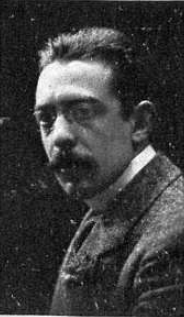
Sánchez hacia 1913

Dentro de la época regeneracionista en la que vivió, José Sánchez Rojas destacó dentro de los ambientes que frecuentaba como republicano y socialista. Además se pronunció en numerosas ocasiones como defensor de su tierra. En varios de sus artículos en diferentes periódicos nacionales y locales habló de los problemas que afectaban a su región. Escribió textos en los que trataba sobre Salamanca y León:

Salamanca no es Castilla: es León. Y León tiene la blandura de Galicia, la zorrería lusitana y la sequedad, ya un poco apagada, del suelo de Castilla. Y León en lo urbano produce al salmantino y en el campo al charro. Así, las piedras, que no son más que proyección del espíritu de la ciudad en la ciudad, despista á esos espíritus curiosos que, como mi amigo Pedro de Répide, han ido a Salamanca es busca de la austeridad, de la secura, de la llaneza castellanas. Y Salamanca no es eso. Salamanca es la floración, la eterna floración del espíritu, que no se concreta nunca porque si madurase se agostaría y es el anhelo de la posibilidad, frente a otras ciudades que son ya el fruto y la decadencia de una raza que vive de sus recuerdos.

Y sobre Castilla y los castellanos:

Cuando hablamos de castellanos no nos referimos a los españoles nacidos en las seis o siete provincias de Castilla la Vieja, ni las de Castilla la Nueva, ni en las del viejo reino de León. Hablamos también del aragonés y del extremeño, y del andaluz y del murciano, y hasta del alavés dentro de las provincias vascas. En general, cuando decimos Castilla casi queremos decir España. Incluimos en la palabra Castilla algo más que una faja más o menos extensa de nuestra geografía peninsular: incluimos una cultura.

## Obras
- Tratado de la perfecta novia
- Paisajes y cosas de Castilla
- Sensaciones de Salamanca
- Las mujeres de Cervantes (obra que los editores Montaner y Simón le encargaron y que él no llegó a terminar).
- Elogio de Gabriel y Galán
- Elogio de Julián Sánchez Ruano
- Castilla y Cataluña
- A propósito de los exámenes
- El problema del anarquismo
- Mercedes